# Damir Pekič
Damir Pekič (Nova Gorica, 15 gennaio 1979) è un ex calciatore sloveno, di ruolo attaccante.
È ottavo nella classifica dei marcatori della storia del Maribor (78 gol in 177 incontri di campionato). Vanta 7 presenze e 2 gol nelle competizioni UEFA per club.

## Palmarès

### Club

#### Competizioni nazionali
- Campionato sloveno: 5

Maribor: 1997-1998, 1998-1999, 1999-2000, 2001-2002, 2002-2003
- Coppa di Slovenia: 3

Maribor: 1998-1999, 2003-2004
Domžale: 2010-2011
- Supercoppa di Slovenia: 1

Domžale: 2011

### Individuale
- Capocannoniere del campionato sloveno: 1

2000-2001 (23 gol)